# 링컨 파이낸셜 필드
링컨 파이낸셜 필드(영어: Lincoln Financial Field)은 미국 펜실베이니아주 필라델피아에 위치한 미식축구 경기장이다. 줄여서 링크(The Linc)라고 불린다.
2002년 6월 보험사 링컨 내셔널이 명명권을 획득해 지금의 이름을 갖게 됐다. 2003년 개장 당시 9·11 테러 이후에 발생한 안보상의 이유로 치즈스틱의 반입을 금지해 팬들로부터 비난을 받았고 일주일 뒤 그 규정은 없어졌다.
2009년 CONCACAF 골드컵 경기의 일부가 이곳에서 개최됐다. 2010년 5월 29일 미국대 터키의 축구 경기가 이곳에서 열렸다.